# Telmatobius thompsoni
Telmatobius thompsoni és una espècie de granota que viu al Perú.